# RRRrrrr!!!
RRRrrrr!!! é um filme francês de 2004, dos gêneros comédia e sátira, dirigido por Alain Chabat, que também atua no filme, ao lado de Gérard Depardieu, Marina Foïs, Maurice Barthélemy e grande elenco. Foi produzido pelos estúdios Chez Wam e 
StudioCanal.
O filme se passa na Idade da Pedra, no ano de 35 mil a.C e, narra a história de duas tribos que há anos lutam pelo controle do xampu: a Tribo dos Cabelos Limpos e a Tribo dos Cabelos Sujos.

## Sinopse
O filme se passa no período da pré-história, no ano de 35 mil a.C, e conta a história de duas tribos: a dos Cabelos Limpos e a dos Cabelos Sujos. Os Cabelos Limpos (todos - até as mulheres - com o nome de "Pedro") passam os dias de forma tranqüila, guardando uma fórmula secreta que descobriram, a do xampu. Enquanto isso, os Cabelos Sujos (onde a maioria dos homens são chamados de "Titio") passam o dia se coçando e se queixando por não terem a fórmula.
As tribos viviam em paz, até o novo chefe dos Cabelos Sujos mandar sua filha Gui ir disfarçada até os Cabelos Limpos para seduzir um dos homens e descobrir o segredo do xampu. Enquanto isso, nos Cabelos Limpos, ocorre o primeiro crime da história da humanidade: a morte de uma mulher. O misterioso  assassinato intriga alguns "Pedros" da tribo, que resolvem ir atrás de pistas para desvendar o crime. Durante o trajeto, um deles (o "Cacheado") se apaixona por Gui, sem saber que ela é na verdade uma Cabelo Sujo.

## Elenco
O elenco de RRRrrrr!! é formado por:
- Maurice Barthélemy como Pedro (O Chefe dos Cabelos Limpos)
- Pierre-François Martin-Laval como Pedro (Cacheado)
- Jean-Paul Rouve como Pedro (Loiro)
- Elise Larnicol como Pedro (esposa do chefe)
- Pascal Vincent como Pedro (o vigia noturno)
- Alain Chabat como Doutor Pedro (o "pageólogo" dos Cabelos Limpos)
- Gérard Depardieu como Titio (O Novo Chefe Cabelos Sujos)[3]
- Marina Foïs como Gui;
- Jean Rochefort como Lucie  (O Velho Chefe dos Cabelos Sujos)
- Damien Jouillerot como Caçador 1;
- Samir Guesmi como Caçador 2;
- Cyril Casmèze como Vendedora;
- Dominique Farrugia como Porrete;
- Valérie Lemercier como Pedro (a professora de costura)
- Dominique Besnehard como Pedro
- Cyril Casmèze como Titio (o Vendedor dos Cabelos Sujos)

## Datas de lançamento
| País                   | Título                                           | Data                   |
| ---------------------- | ------------------------------------------------ | ---------------------- |
| Bélgica                | RRRrrrr!!!                                       | 28 de janeiro de 2004  |
| França                 | RRRrrrr!!!                                       | 28 de janeiro de 2004  |
| Turquia                | RRRrrrr!!!                                       | 4 junho de 2004        |
| Eslovênia              |                                                  | 10 de junho de 2004    |
| Países Baixos          | RRRrrrr!!!                                       | 1 de julho de 2004     |
| Grécia                 | Grrrrr!!! Proistorika eglimata                   | 23 de julho de 2004    |
| Polónia                | RRRrrrr!!!                                       | 23 julho de 2004       |
| Emirados Árabes Unidos |                                                  | 1 de setembro de 2004  |
| Chéquia                | RRRrrrr!!!                                       | 23 de setembro de 2004 |
| Portugal               |                                                  | 30 de setembro de 2004 |
| Tailândia              | อาร์ร์ร์! ไข่ซ่าส์! โลกา...ก๊าก!!                       | 2 de dezembro de 2004  |
| Brasil                 | RRRrrrr!!! Na Idade da Pedra                     | 16 de dezembro de 2005 |
| Espanha                | ¡¡¡Caverrrrnícola!!!                             | 18 de agosto de 2006   |
| Rússia                 | Миллион лет до нашей эры (Um Milhão de Anos A.C) | 2004                   |